# Liochthonius strenzkei
Liochthonius strenzkei är en kvalsterart som beskrevs av Forsslund 1963. Liochthonius strenzkei ingår i släktet Liochthonius och familjen Brachychthoniidae. Inga underarter finns listade i Catalogue of Life.